# Наташа Радосављевић Нара
Наташа Радосављевић Нара (Светозарево, данас Јагодина, 1968) српска је песникиња и сликарка.

## Биографија
Рођена је 2. новембра 1968. године у Светозареву, данашњој Јагодини. По апсолвирању на Правном факултету, завршила је Вишу школу ликовних и примењених уметности у Београду, где и данас живи, бавећи се поред сликања и писања поезије и калиграфијом, дизајном накита и илустровањем књига.
Живи и ствара у Београду и има статус самосталног уметника.

## Ликовни израз
Нара је импресиониста по опредељењу. Слика уљаним бојама на платну. Као изразити колориста ствара подједнако сликарском шпахтлом и четкицом, од светлих, пастелних тонова до јаких, ватрених нијанси црвене и зелене, од углачаних површина до пастуозних грубих наноса боја. Највише слика пејзаже, али и портрете, актове и мртве природе. Поједине слике имају припадајућу песму која је написана на полеђини тих слика. Више пута је колективно излагала слике, али и калиграфију на Сајму књига у Београду у оквиру међународне изложбе под покровитељством Удружења за заштиту ћирилице.

## Песнички израз
Песникиња је лиричар и симболиста. Песме гради од слободног стиха до строгости сонета и риме. Пише о суштини живота, а највише о љубави, претежно у краткој форми. На корицама књига су њене слике, а у књигама њене илустрације. Прва књига је штампана у форми хербаријума, друга садржи прву песму писану руком, тако да је свака књига оригинал, а трећа књига садржи циклус песама – Тролист за тролистом - који промовише нову форму стихотворенија где три самосталне песме спојене чине нову целину, нову песму. У четвртој књизи први пут су објављене родољубиве и духовне песме.
Неке песме су преведене на бугарски и македонски језик. Објављене су у многим Зборницима, књижевним часописима и новинама у земљи и иностанству.

## Самосталне изложбе
- Галерија сцене „Црњански”, у Београду, 2002.
- Галерија „Мадам”, у Панчеву, 2002.
- Галерија Дома војске Србије у Београду, 2005.
- Културни центар у Јагодини, 2005.
- Плави клуб, у Београду, 2005.
- Фоаје позоришта у Старој Пазови, 2006.
- Галерија антикварница „Нинке”, у Београду, 2007.
- Руски дом у Београду, 2008.
- Галерија САД „Византија”, у Београду, 2009.
- Креативна радионица „На сунчаној страни”, у Београду, 2009.
- Министарство за дијаспору у Београду, 2010.
- Галерија позоришта у Пули, Хрватска, 2010.[1]
- Народно позориште у Београду, 2013.
- УК „Вук Караџић”, у Београду, 2014.
- РТС, у Београду, 2016.[2]
- „Кућа Ђуре Јакшића” у Београду, 2018.
- Дом културе у Берову, Македонија, 2018.
- Дом културе у Радовишу, Македонија, 2018.
- Општина Бутел у Скопљу, Македонија, 2018.
- Библиотека у Кочанима, цртежи, Македонија, 2018.
- Завичајни музеј у Јагодини, 2018.[3][4]
- Центар за културу у Куманову, 2019.
- Центар за културу у Сомбору, 2022.[5]
- Културни центар у Горњем Милановцу, 2023.[6]
- Културни центар у Чачку, 2023.
- Културни центар на Руднику, 2023.[7]
- Културни центар у Кикинди, 2023.[8]
- Културни центар у Алексинцу, 2023.[9]
- Нишки културни центар, 2024.[10]
- Галерија општине Врачар, 2024.[11]
- Галерија Атријум у Библиотеци града Београда, 2024.[12]

## Колективне изложбе (избор)
Више пута је учествовала на колективним изложбама, као на пример:
- Завичајни музеј у Јагодини, 1995.
- Међународна изложба у Мајданпеку, 2010.
- Скопље, Општина Илинден, 2017.
- Град Киркларели, Турска, 2020.
- Изложба „Матићу у част”, Музеј Хореум Марги-Равно, Ћуприја, 2020.
- Изложба „Уметност и вино”, Опленац, Топола, 2020, 2021. и 2022.
- , Париз, Светски сајам уметности, 2023

## Награде и признања
- Добитник је награде на конкурсу КЛУЈ-а, у Јагодини 1995. године и на мајској изложби сцене „Црњански” у Београду 2002. године, за сликарство
- На међународном конкурсу у Бугарској, 2013. године, проглашена је за достојног представника своје земље, за поезију
- На Светском сајму уметности у Паризу, њена слика, портрет Епифанија је одабрана за званичну представницу француске галерије Mecenavie, преко које је излагало преко 50 аутора из целог света и слика је ушла у Сајамски каталог за 2023.годину. Та иста слика је изабрана од стране Сајамског жирија, за једну од најбољих слика галерије Mecenavie. На сајму је излагало 500 аутора из целог света, а за каталог је изабрано 250 аутора.
- Добитник је Повеље „Симо Матавуљ” за 2023. годину
- Добитник је Награде „Златни прстен цара Константина и царице Јелене”, 2024. године.

## Чланство у организација и удружењима
Сликарство:
- УСУ „Ђура Јакшић” од 1994. године
- КЛУЈ Јагодине од 1995. године
- ЛК „Ђуро Салај” од 2001. године
- САД „Византија” од 2009. године

Поезија:
- Удружења песника Србије од 2013. године
- Удружења књижевника Србије од 2017. године
- Књижевне заједнице Југославије од 2018. године